# Llista dels estats dels Estats Units per població

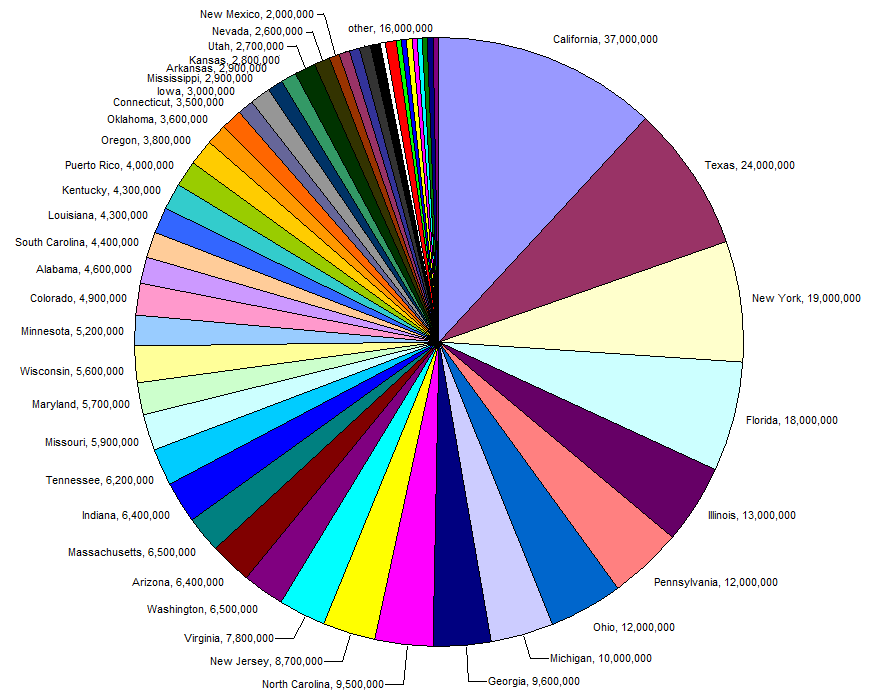
Gràfic circular de la població dels Estats Units i territoris per estat (2008)

Aquesta llista mostra els 50 estats dels Estats Units per població. La taula no inclou el Districte de Colúmbia, que amb una població de 591.833 es trobaria en la posició 49. Les dades de l'estimació de població són segons l'Oficina del Cens dels Estats Units l'1 juliol 2017.
| Posició | Estat o territori  | Població (2017) |
| ------- | ------------------ | --------------- |
| 1       | Califòrnia         | 36.756.666      |
| 2       | Texas              | 28.304.596      |
| 3       | Florida            | 20.984.400      |
| 4       | Nova York          | 19.849.399      |
| 5       | Pennsilvània       | 12.805.537      |
| 6       | Illinois           | 12.802.023      |
| 7       | Ohio               | 11.658.609      |
| 8       | Geòrgia            | 10.429.379      |
| 9       | Carolina del Nord  | 10.273.419      |
| 10      | Michigan           | 9.962.311       |
| 11      | Nova Jersey        | 9.005.644       |
| 12      | Virgínia           | 8.470.020       |
| 13      | Washington         | 7.405.743       |
| 14      | Arizona            | 7.016.270       |
| 15      | Massachusetts      | 6.859.819       |
| 16      | Tennessee          | 6.715.984       |
| 17      | Indiana            | 6.666.818       |
| 18      | Missouri           | 6.113.532       |
| 19      | Maryland           | 6.052.177       |
| 20      | Wisconsin          | 5.795.483       |
| 21      | Colorado           | 5.607.154       |
| 22      | Minnesota          | 5.576.606       |
| 23      | Carolina del Sud   | 5.024.369       |
| 24      | Alabama            | 4.874.747       |
| 25      | Louisiana          | 4.684.333       |
| 26      | Kentucky           | 4.454.189       |
| 27      | Oregon             | 4.142.776       |
| 28      | Oklahoma           | 3.930.864       |
| 29      | Connecticut        | 3.588.184       |
| 30      | Iowa               | 3.145.711       |
| 31      | Utah               | 3.101.833       |
| 32      | Arkansas           | 3.004.279       |
| 33      | Nevada             | 2.998.039       |
| 34      | Mississipi         | 2.984.100       |
| 35      | Kansas             | 2.913.123       |
| 36      | Nou Mèxic          | 2.088.070       |
| 37      | Nebraska           | 1.920.076       |
| 38      | Virgínia de l'Oest | 1.815.857       |
| 39      | Idaho              | 1.716.943       |
| 40      | Hawaii             | 1.427.538       |
| 41      | Maine              | 1.335.907       |
| 42      | Nou Hampshire      | 1.342.795       |
| 43      | Rhode Island       | 1.059.639       |
| 44      | Montana            | 1.050.493       |
| 45      | Delaware           | 961.939         |
| 46      | Dakota del Sud     | 869.666         |
| 47      | Dakota del Nord    | 755.393         |
| 48      | Alaska             | 739.795         |
| 49      | Vermont            | 623.657         |
| 50      | Wyoming            | 579.315         |